# Gigors-et-Lozeron
Gigors-et-Lozeron är en kommun i departementet Drôme i regionen Auvergne-Rhône-Alpes i sydöstra Frankrike. Kommunen ligger i kantonen Crest-Nord som tillhör arrondissementet Die. År 2022 hade Gigors-et-Lozeron 219 invånare.

## Befolkningsutveckling
Antalet invånare i kommunen Gigors-et-Lozeron
Referens:INSEE